# (284) Amalia
(284) Amalia es un asteroide perteneciente al cinturón de asteroides descubierto el 29 de mayo de 1889 por Auguste Honoré Charlois desde el observatorio de Niza, Francia.
Se desconoce la razón del nombre.